# Kaworu Nagisa
Kaworu Nagisa (jap. 渚 カヲル Nagisa Kaoru), właściwie Tabris (jap. タブリス Taburisu) – postać fikcyjna z serii Neon Genesis Evangelion. Kaworu jest Piątym Dzieckiem wysłanym do NERV-u przez SEELE jako nowy pilot Jednostki 02, zastępujący Asukę Langley Soryu. Kaworu ujawnia się jako siedemnasty anioł, Tabris, włamując się do Terminal Dogma, żeby połączyć się z Adamem. Po odkryciu, że ukrywany tam anioł to tak naprawdę Lilith, prosi Shinjiego Ikari, by go zabić. Kaworu pojawia się też podczas Trzeciego Uderzenia w Air/Magokoro o, kimi ni, gdzie razem z Rei/Lilith komunikuje się z Shinjim, pytając o to, czego on naprawdę chce.
Pomimo tego, że bardzo krótko występował w serialu (tylko w dwóch przedostatnich odcinkach, przy czym w tym drugim był tylko wspomniany), Kaworu stał się popularną i rozpoznawalną postacią, częściowo ze względu na jego atrakcyjność. Ankieta Newtype w 2010 r. uznała go za drugą najpopularniejszą męską postać anime z lat 90.

## Koncepcja
Pomimo tego, że Kaworu pojawia się w jednym z ostatnich odcinków serii, Hideaki Anno chciał, żeby projektant postaci Yoshiyuki Sadamoto narysował postać już na potrzeby kadru w openingu (Anno uważał, że potem nastąpiły niewielkie zmiany w stosunku do faktycznego wyglądu w serii). Pomysł Anno na Kaworu polegał na stworzeniu wyidealizowanej wersji Shinjiego Ikari. Na początkowych etapach Kaworu był nowym uczniem w szkole, który nosił ze sobą wszędzie kota. Anno planował, że Kaworu miał się pojawiać w epizodycznie przed swoim faktycznym debiutem, ale ostatecznie ograniczył rolę postaci do jednego odcinka. Anno rozważał także rozszerzenie roli Kaworu w wersji reżyserskiej odcinka 24, ale postanowił skupić się na wyjaśnieniu związków Kaworu z SEELE. We wczesnych projektach Kaworu był przedstawiany jako chłopiec w wieku szkolnym z kotem – aniołem, manipulującym ludzką postacią swojego „właściciela”.
W dziewiątym tomie mangi jest rysunek Sadamoto – portret Kaworu ubranego na czarno i trzymającego czarnego kota. Podczas tworzenia mangi Sadamoto stwierdził, że nie rozumie prawdziwej osobowości Kaworu ze względu na to, jak przedstawia się go jako antagonistę, i scharakteryzował związek Shinjiego i Kaworu jako napisany jako podziw młodszego ucznia dla starszego.
Kaworu został nazwany przez scenarzystę Akio Satsukawa. Nazwisko Kaworu „Nagisa” pochodzi od japońskiego słowa 渚 (nagisa -brzeg wody), drugą inspiracją był reżyser Nagisa Ōshima.
Studio Gainax konsekwentnie zapisuje imię w rōmaji jako „Kaworu”, zgodnie z japońską pisownią używającą archaicznej kany „wo” (ヲ), a nie „Kaoru”, jak zazwyczaj romanizuje się to imię w większości schematów. Przyczyny tej różnicy nie zostały szczegółowo określone przez twórców serii; jedna teoria głosi, że imię oparte jest na oryginalnej kanie imienia Kaoru Genji, jednego z bohaterów Genji monogatari

## W mediach

### Neon Genesis Evangelion
Kaworu pojawia się w dwudziestym czwartym odcinku Neon Genesis Evangelion jako pilot zastępujący Rei Ayanami i Asukę Langley Soryu, które nie są w stanie pilotować swoich Evangelionów. Na zrujnowanym polu bitwy z poprzednim Aniołem spotyka pilota Evangeliona Shinjiego Ikariego i rozmawia z nim o osiągnięciach kulturalnych człowieka, takich jak muzyka (Kaworu nuci na początku IX Symfonię Beethovena). Kaworu i osamotniony Shinji szybko nawiązują przyjaźń; razem odwiedzają publiczną łaźnię, a Shinji śpi w mieszkaniu Kaworu. Kaworu komentuje kruchość ludzi. Natura związku Kaworu i Shinjiego została przedstawiona w niejednoznaczny sposób – Kaworu używa frazy sukitte, żeby opisać swoje uczucia do Shinjiego; wyrażenie to może oznaczać relacje od intymności lub przyjaźni po miłość.
Misato Katsuragi jest podejrzliwa wobec nagłego przybycia Kaworu, braku dokumentacji na jego temat i jego natychmiastowych wysokich wskaźników synchronizacji z Jednostką 02 Asuki, a później śledzi go, gdy spotyka się z SEELE. W punkcie kulminacyjnym odcinka NERV zostaje powiadomiony, że Jednostka 02 została aktywowana bez pilota i że Kaworu, zidentyfikowany jako Siedemnasty i ostatni Anioł, schodzi do Terminal Dogma, aby spotkać Adama. Shinji podąża za nim w Jednostce 01, ale przeszkadzają mu Pole AT Kaworu i Jednostka 02. Kiedy Kaworu dociera do Terminal Dogma, zdaje sobie sprawę, że uwięzionym Aniołem jest Lilith i prosi Shinjiego, żeby go zabił. Shinji niechętnie się zgadza i miażdży go ręką Jednostki 01. Później Shinji żałuje swojego czynu, ale Misato mówi mu, że zrobił właściwą rzecz

### Air/Magokoro o, kimi ni
Kaworu pojawia się podczas inicjacji Projektu Dopełnienia Ludzkości, dzieląc ciało wraz z Rei jako gigantyczna Lilith. Zniekształcony wygląd Rei w Lilith przeraża już zszokowanego Shinjiego, ale Kaworu go uspokaja. Yui pyta go, czego sobie życzy, a Shinji wkracza do Projektu. Kaworu jest widoczny także dla ojca Shinjiego, Gendo podczas Dopełnienia, wraz z Rei i żoną Gendo Yui, oskarżając Gendo o ucieczkę przez jego emocjonalne oderwanie od Shinjiego. Gdy Dopełnienie zbliża się ku końcowi, Kaworu i Rei pytają Shinjiego o przyszłość ludzkości i czy Shinji chce zaakceptować ten proces; Shinji odrzuca Dopełnienie mówiąc, że Rei i Kaworu to tylko „pozory”, a w rzeczywistości przynajmniej wiedziałby, że jego uczucia są prawdziwe.

### Rebuild of Evangelion
W pierwszym filmie Kaworu pojawia się krótko pod koniec, prowadząc tajemniczą rozmowę z SEELE na powierzchni Księżyca. W drugim filmie Gendo i Fuyutsuki podróżują na Księżyc, aby obserwować budowę Jednostki 06; ku zaskoczeniu Fuyutsukiego, widzą Kaworu siedzącego nago na Evie w próżni. Odwraca się do nich i nazywa kogoś ojcem. W końcu Kaworu schodzi z Księżyca z Jednostki 06 i przebija Jednostkę 01, przerywając Trzecie Uderzenie, gdy Kaji stwierdza, że „SEELE nie będzie za tym stać”. Potem mówi, że nadszedł obiecany czas i że tym razem przyniesie szczęście Shinjiemu.
W trzecim filmie, czternaście lat po akcji drugiego, Kaworu zdaje się pracować dla NERV. Kiedy Shinji przybywa do NERV, Gendo mówi mu, że on i Kaworu będą pilotować Jednostkę 13. Podczas pobytu w NERV Shinji nawiązuje przyjaźń z Kaworu, który uczy go gry na pianinie i patrzy z nim w gwiazdy. Później, gdy Shinji pyta, co się stało z ludźmi, których znał, Kaworu zabiera go do ruin Geofront i Tokio-3, wyjaśniając, że przebudzenie Shinjiego w Jednostce 01 było „katalizatorem” Trzeciego Uderzenia i jeszcze bardziej zdziesiątkowało świat. Ujawnia także cel trwającego Projektu Dopełnienia Ludzkości: zabić całe życie na Ziemi, pozwalając na stworzenie istot, które zrodzą Owoc Życia.
Kiedy Fuyutsuki ujawnia, że Yui Ayanami jest w Unit-01 i klonach Rei, Shinji przeżywa załamanie psychiczne. W dniu projektu Shinji nie ma pewności, czy zastosować się do poleceń Gendo, czy prośby Misato, by nie pilotować ponownie, więc Kaworu zdejmuje choker Shinjiego, który, jak twierdzi, został pierwotnie dla niego stworzony, i ubiera go jako znak zaufania. Później Shinji i Kaworu pilotują Jednostkę 13 do Terminal Dogma, ponieważ Kaworu twierdzi, że może użyć Włó Kasjusza i Longinusa, aby cofnąć Trzecie Uderzenie; Rei śledzi Mark.9. Kiedy JEdnostka-13 dociera do zwłok Lilith, Kaworu zdaje sobie sprawę, że obie włócznie są podobne.
Pomimo próśb Kaworu i Asuki Shinji usuwa włócznie, powodując, że Lilith eksploduje w LCL. Mark.09 ścina Mark.06, uwalniając Dwunastego Anioła, który jest pochłaniany przez Unit-13. Przebudzona Jednostka 13 wylatuje z Geofrontu i unosi się w niebo, rozpoczynając Czwarte Uderzenie. Kaworu ujawnia, że jest Pierwszym Aniołem, teraz „zrzuconym” do Trzynastego. Choker wykrywa przebudzenie Unit-13 i aktywuje się. Aby powstrzymać Czwarte Uderzenie, Kaworu pozwala wybuchającemu chokerowi go zabić na oczach Shinjiego, chociaż to zostaje osiągnięte dopiero wtedy, gdy Mari wyrzuca Shinjiego ręcznie z Unit-13. Przed śmiercią oświadcza, że on i Shinji spotkają się ponownie.

### W innych mediach
Kaworu pojawia się w innych spin-offach Neon Genesis Evangelion, w tym w różnych dramatach audio i muzycznych płytach CD oraz mangowej adaptacji anime Yoshiyukiego Sadamoto. Kaworu jest tu przedstawiany jako nieświadomy ludzkich emocji, przestrzeni osobistej i tabu dotyczących interakcji społecznych. Jego rola jest bardzo podobna do roli jego odpowiednika w anime, chociaż niektóre szczegóły zostają zmienione (na przykład dynamika przyjaźni z Shinjim). Oprócz mangi Sadamoto, Kaworu występuje również jako postać drugoplanowa w innych tytułach, takich jak Shinji Ikari Raising Project. W tych spin-offach Kaworu jest zwykle przedstawiany w jaśniejszym świetle niż w serialu.

### Związek z Shinjim
Podobnie jak z wieloma innymi postaci, interakcje Kaworu z Shinjim były tematem debaty wśród fanów Neon Genesis Evangelion od premiery serii. Seksualność Kaworu jest niejednoznaczna, ale romantyczna, homoseksualna interpretacja relacji Kaworu i Shinjiego pojawiała się wśród fanów od 1997 roku. W związku z tym anglojęzyczne napisy i dubbing Netflixa, używające fraz „you’re worthy of my grace, it means i like you”, spotkały się z powszechną krytyką.
Niektóre gry wideo pozwalają mu być możliwą romantyczną opcją dla Shinjiego, a także dla wielu kobiecych postaci, jak w Shinji Ikari Raising Project i Girlfriend of Steel 2. Spinoffy takie jak Angelic Days stawiają go w bardziej komediowym lub romantycznym świetle, chociaż nadal ma mniej miejsca niż inne postacie poboczne, szczególnie Asuka lub Rei.